# Andrew Dice Clay
Andrew Clay Silverstein, conhecido como Andrew "Dice" Clay (nascido em 29 de setembro de 1957, no Brooklyn, Nova York) é um ator e comediante americano. Ele é conhecido pela sua comédia profana ao longo de uma carreira de mais de 20 anos. Sua popularidade atingiu um ponto culminante no final dos anos 80.
É o único comediante na história a lotar 2 shows seguidos no Madison Square Garden.
Foi banido vitaliciamente da MTV por usar palavras de baixo-calão em um programa ao vivo em 1989, mas a decisão foi revogada em 2011.

## Prêmios e Indicações
| Ano  | Prêmio            | Categoria    | Papel (Filme)                 | Resultado | Notas/Observações                  | Ref.  |
| ---- | ----------------- | ------------ | ----------------------------- | --------- | ---------------------------------- | ----- |
| 1991 | Framboesa de Ouro | Pior Ator    | As Aventuras de Ford Fairlane | Venceu    |                                    | [ 4 ] |
| 1992 | Framboesa de Ouro | Pior Ator    | Dice Rules                    | Indicado  | Prêmio dividido com Lenny Schulman | [ 4 ] |
| 1992 | Framboesa de Ouro | Pior Roteiro | Dice Rules                    | Indicado  |                                    | [ 4 ] |